# Charles Howard (7e comte de Suffolk)
Pour les articles homonymes, voir Charles Howard et Howard.
Charles William Howard, 7e comte de Suffolk, 2e comte de Bindon (9 mai 1693 - 8 février 1722) est un pair britannique, appelé Lord Chesterford de 1706 à 1709 et Lord Walden de 1709 à 1718. Il fait ses études au Magdalene College de Cambridge. Il succède à Henry Howard (6e comte de Suffolk) en 1718.
Son serviteur est Scipio Africanus, un ancien esclave dont on peut encore voir la tombe très élaborée à Henbury, à Bristol.